# Cantherhines rapanui
Cantherhines rapanui es una especie de peces de la familia Monacanthidae en el orden de los Tetraodontiformes.

## Morfología
Los machos pueden llegar alcanzar los 16 cm de longitud total.

## Hábitat
Es un pez de mar y de clima subtropical y demersal.

## Distribución geográfica
Se encuentra en la isla de Pascua.

## Observaciones
Es inofensivo para los humanos.